# Santa Caterina d'Espasens
Santa Caterina d'Espasens, antigament coneguda Santa Maria, és una església romànica del veïnat d'Espasens, al poble de Vilavenut, municipi de Fontcoberta (Pla de l'Estany), inclosa a l'Inventari del Patrimoni Arquitectònic de Catalunya.

## Descripció
És una església d'una sola nau rectangular i absis semicircular a l'est. L'exterior presenta una cornisa encorbada a les dues façanes laterals. La façana sud presenta tres amplis contraforts. La part superior de la capella fou recrescuda, inclosa la part de l'absis. L'interior presentava una volta seguida apuntada que era enderrocada. Se li van afegir unes encavallades metàl·liques que suporten biguetes del mateix material, solera ceràmica i teula àrab. La façana principal té porta dovellada.

## Història
La menció més antiga que se'n té és del 1049, on surt referida com Sancte Marie de Spasent', tot i que per les característiques de l'obra l'església es data cap a principis del segle XIII.
En el 1988 es restaurà la capella amb l'execució d'una nova coberta i canalització dels murs i consolidació.
El Museu d'Art de Girona té un candeler romànic procedent d'aquesta església.